# Citytv (canal de televisión canadiense)
Citytv (anteriormente conocida como City) es una cadena de televisión canadiense propiedad de la filial Rogers Media de Rogers Communications. La red se compone de seis estaciones de televisión situadas en las áreas metropolitanas de Toronto, Montreal, Winnipeg, Calgary, Edmonton y Vancouver.
La marca Citytv se originó de su homónimo, CITY-TV en Toronto, una estación que se hizo conocida por un formato intensamente local basado en noticiarios dirigidos a los espectadores más jóvenes, las películas nocturnas, la música y la programación cultural. 
La marca Citytv se expandió por primera vez con la adquisición de CHUM Limited de la ex-Global O & O CKVU-TV en Vancouver, seguido por la compra de estaciones de Craig Media y la renombrada marcha Citytv de su sistema A-Channel en Canadá Central en agosto de 2005. CHUM Limited fue Adquirido por CTVglobemedia (ahora Bell Media) en 2007; para cumplir con los límites de propiedad de la Comisión de Radio y Televisión de Canadá (CRTC), las estaciones de Citytv fueron vendidas a Rogers. 
La red creció a través de nuevas afiliaciones con tres estaciones propiedad de Jim Pattison Group, junto con la adquisición de SCN por Rogers y CJNT-DT de Montreal.

## Programación
En su programación es conocido por su forma no convencional de acercamiento a las noticias locales. No se usa escritorio de noticias, así que los periodistas leen las noticias de pie, y a veces las cámaras son usadas a mano. También Citytv es un pionero en el concepto de vídeoperiodismo, donde los periodistas graban y presentan sus historias. Ellos son conocidos como "vídeografos".
Como un logro destacado, Citytv Toronto produce diversos programas de la televisión canadiense como Speakers' Corner, CityLine y fue la casa original de FashionTelevision, SexTV, y MediaTelevision, aunque no todas fueron fundadas en Toronto.

## Filial
Existe también una sede del canal en Colombia, pero gracias a que se adquirieron en Bogotá, todos los derechos de los programas y logos, ahora son independientes de la casa matriz canadiense.